# Martin Ingvarsson

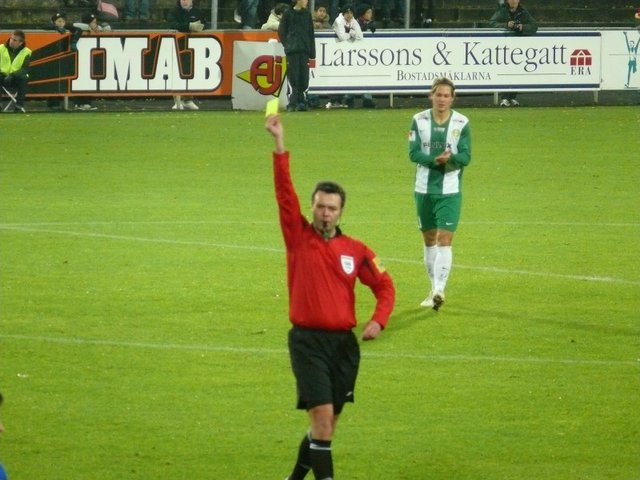
Martin Ingvarsson, 1 oktober 2010.

Bengt Martin Niklas Ingvarsson, född 9 december 1965 i Hässleholm, är en svensk före detta fotbollsdomare bosatt i Hässleholm.

## Karriär
Ingvarsson debuterade som förbundsdomare 1984. Han gjorde sin debut i Allsvenskan 1993 i en match mellan Halmstads BK och BK Häcken som HBK vann med 4–2.
Ingvarsson var en av sex svenska proffsdomare när man tog detta i bruk till säsongen 2009. Han dömde 338 matcher i Allsvenskan vilket är svenskt rekord. Det tidigare rekordet hade Leif Sundell med 262 matcher. Ingvarsson satte det svenska rekordet i matchen Kalmar FF mot IF Elfsborg den 28 september 2008. Han gjorde sin sista säsong som elit- och proffsdomare 2011. Hans sista match som domare i Allsvenskan gjorde han söndagen den 23 oktober 2011 i mötet mellan Mjällby AIF och Halmstads BK, ett Halmstad som han även dömde i sin debutmatch 18 år tidigare.
Han blev internationell domare 1994 och dömde totalt 94:a internationella matcher. Han var FIFA-domare mellan 1997 och 2010. I december 2010 dömde Ingvarsson sin sista match som FIFA-domare (matchen Sparta Prag mot CSKA Moskva) eftersom han då fyllde 45 år och föll för åldersstrecket.
Martin Ingvarsson tilldelades pris som årets funktionär vid den Skånska Idrottsgalan på Slagthuset i Malmö den 26 januari 2008. Han fick också pris som årets domare vid Fotbollsgalan 2006 i Stockholm. Ingvarsson var en av två svenska domare som ingick i Uefas test för att döma med två extra domare under Europa League 2009/2010. Projektet gick föll väl ut och extra domare används numera även i Champions League.
Ingvarsson gick efter det han slutade som domare tillbaka till Skånes Fotbollförbund där han arbetar på domaravdelningen och med föreningsakuten.
Martin är även sedan ett par år tillbaka domarobservatör både nationellt- och internationellt. 